# منشد
المنشد أو منشد إسلامي هو الشخص الموهوب إما بالفطرة أو بالتعلم، ذو صوت شجي وجميل، يستعين في إنشاده بذلك الإحساس بالنغم والجرس الموسيقي للحن والزمن الإيقاعي للجملة والمقطع وانتقاء الكلمات الهادفة، إضافة لأسلوب رائع وأداء مميز فيصبح المنتج الأخير لذلك أداءً رائعاً ينال القبول والإعجاب التي تؤثر على المتلقي.